# Bob Bemer
Robert William (Bob) Bemer (Sault Ste. Marie (Michigan), 8 februari 1920 - Possum Kingdom Lake (Texas), 22 juni 2004) was een Amerikaanse computerwetenschapper die vooral bekend werd door zijn werk bij IBM.

## Biografie
Bemer behaalde in 1936 zijn diploma aan de Crankbrook School en in 1940 de titel van Bachelor of Arts in de wiskunde aan het Albion College. Hij verwierf een diploma Luchtvaarttechniek aan het Curtiss-Wright Technical Institute in 1941. Bemer begon zijn carrière als aerodynamicus bij de Amerikaanse vliegtuigfabriek Douglas Aircraft Company in 1941, werkte vervolgens vanaf 1951 voor RAND Corporation, vanaf 1957 bij IBM en tot slot, vanaf 1974, bij Honeywell, Bull en UNIVAC.
Bemer had zitting in de commissie die de talen COMTRAN en FLOW-MATIC integreerde en stond daarmee aan de wieg van de computertaal COBOL.
Hij werkte samen met Hugh McGregor Ross in een commissie die in 1960 de ASCII-tekenset definieerde. Hij introduceerde het escape-teken, het backslash-teken en het accolade-teken. Hij wordt daarom wel de vader van ASCII genoemd.
Bob Bemer overleed in 2004 op 84-jarige leeftijd thuis aan de gevolgen van kanker.